# Cecrope Barilli
Pour les articles homonymes, voir Barilli.
 (juillet 2025).
Cecrope Barilli (né à Parme le 2 avril 1839 - mort à Rome le 23 juin 1911) est un peintre italien qui fut actif au XIXe et au tout début du  XXe siècle.

## Biographie
Cecrope Barilli, encouragé par son père, commença à s'adonner à la peinture dès son plus jeune âge. Il apprit la peinture à Parme auprès de Francesco Scaramuzza.
Il participa comme volontaire à la deuxième guerre d'indépendance et combattit à Palestro.
Afin de compléter sa formation artistique il séjourna à Florence où il étudia les Macchiaioli  et à Paris où il côtoya Gustave Doré.
Il dut retourner en Italie lors de l'éclatement de la guerre franco-prussienne de 1870.
Il s'installa à Rome et eut une riche activité dans la décoration des divers palais romains en collaboration avec Domenico Bruschi et Davide Natali.
Décorateur habile, ses créations a été fortement demandée par les milieux officiels romains et parmesans. Il réalisa les fresques de la préfecture et de la salle du conseil du palais municipal.
En 1878 il rentra à Parme et commença une activité d'enseignant du cours de figure à l'Académie de Parme.
En 1889 il a été nommé directeur de L'Académie des Beaux-Arts de Parme et, l'année suivante, élu conseiller communal de la même ville.
La plupart de ses œuvres sont conservées au sein de collections privées ainsi dans des galeries comme la Pinacothèque Stuard et la Galerie Nationale de Parme.
Son fils Latino Barilli a été lui aussi un peintre.
Paolo Baratta et Amedeo Bocchi ont été de ses élèves.

## Œuvres
- Fresques, plafond salle de bal, Palazzo Larderel, Livourne
- Fresques, plafond préfecture et salle du conseil du palais municipal, Parme
- Fresques des palais du Quirinal, de la Consulta, du Sénat, du Ministère des Finances, de la Villa Savoia, Rome.
- Le Retour du printemps
- Una strada di Marano (1871),
- La contadinella (1871),
- La giardiniera di Saracinesco (1871),
- Capannola,
- Porcara,
- Cattivello,

## Sources
- (it) Cet article est partiellement ou en totalité issu de l’article de Wikipédia en italien intitulé « Cecrope Barilli » (voir la liste des auteurs).